# Macrotyloma kasaiense
Macrotyloma kasaiense là một loài thực vật có hoa trong họ Đậu. Loài này được (R. Wilczek) Verdc. miêu tả khoa học đầu tiên năm 1970.